# 田川熊雄
田川 熊雄（たがわ くまお、1924年（大正13年）1月4日 - 2019年（令和元年）6月1日）は、日本の政治家、農水技官。宇治市長、京都府議会議員を務めた。

## 経歴
木津農学校を経て農水省入省。1966年、京都府議に当選。1970年には25,151票を得て宇治市長に当選する。病気のため1期で退任。
引退後は、自宅を交流の場として地域の高齢者に開放するなどした。
2019年6月1日、老衰のため死去。95歳没。

## 著書

### 自費出版
- 『花も嵐も 波濤編』生涯学習研究社、1993年
- 『花も嵐も 乱麻編』生涯学習研究社、1995年
- 『ふたりで100年』生涯学習研究社、1996年
- 『高齢者のこれから : 二十一世紀への発信』生涯学習研究社、2000年
- 『人生は傘寿から』2004年[4]